# 김종건 (1935년)
김종건 (金鍾鍵, 1935년 4월 13일~2012년 6월 15일)은 대한민국의 법조인으로 제27대 법무부 차관, 제11대 법제처장을 역임하였다.

## 생애
1935년 전라북도 이리시에서 태어나 전주고등학교를 졸업하고 육군사관학교 13기 입학했다가 중퇴한 뒤에 1958년 실시되어 50명이 합격한 제10회 고등고시 사법과에서 윤관, 이시윤, 김석수, 이한동 등과 함께 합격해 1963년 광주지방검찰청 검사에 임용됐다. 고시 10회 동기들의 모임으로 순고회가 있다. 서울지방검찰청, 춘천지방검찰청, 대전지방검찰청 등에서 22년간 공안 파트 검사에 주로 있으면서 단막극 《송아지》를 집필 방송했던 작가 김정욱, "무장간첩 중 잡힌 1명의 간첩에 관련된 기사로 잔당 2명을 검거하는데 지장을 초래했다"면서 대전일보 편집국장, 사회부장, 사회부 기자, [크레파스와 포스터 칼라 등을 제조하면서 피카소 상표를 붙였던 삼중화학 대표, 피카소라는 별명의 이름을 등장시킨 TV쇼 프로그램 제작자와 이 프로그램에서 "피카소 그림 같이 훌륭하다"고 말한 진행자인 코미디언 곽규석, 국가보안법으로 구속되어 동료 수용자에 대해 "박정희 대통령을 암살하고 월북할 음모를 꾸미고 있다"는 내용으로 교도소 보안과장에 무고한 사람에 대해 사형을 구형한 사건, 조작사건으로 재심에서 무죄가 선고된 통일혁명당 사건, 프랑스 5월 혁명이나 미국의 뉴레프트 등 극렬화된 학생운동과 같이 "학생들의 사상을 오도할 위험이 있다"며 발행인과 편집인을 구속했던 월간 다리 필화 사건, 일본에 가서 조총련계 사람과 만나 일화 200만원과 세탁기 등을 받은 가짜 박사 사건 등 굵직한 사건을 처리했던 김종건은 춘천지방검찰청, 대전지방검찰청, 서울지방검찰청 등에서 부장검사, 서울지방검찰청 북부지청 지청장, 수원지방검찰청 검사장, 법무부 교정국장과 차관, 청와대 사정수석비서관 등을 거쳐 제14대 법제처장을 역임했다.
전주지방검찰청 검사로 있었던 1971년 고향인 익산군의 4H연맹을 창설해 초대 회장으로 농촌지원 활동을 했던 김종건은 서울지방검찰청 공안부 검사로 재직하던 1971년 8월 4일에 자신이 수사했던 국가보안법 사건으로 인하여 자신의 포함하여 법무부 장관과 검찰총장 등에 대한 사퇴 촉구가 있은 사법 파동#1차 사법파동 일어난 직후 일부 일간지와 주간지에 이범렬 부장판사와 자신의 과거 관계에 대한 보도에 불만을 품고 취재하러간 기자에게 20분 동안 "평생원수다", "판사로부터 얼마를 받아먹었기에 그런 보도를 하느냐, 기자를 그만 둔 후에라도 잡아넣고야 말겠다 "고 말하면서 자신의 집무실에서  기자들에게 "나를 잡으려 하지만 호락호락 넘어갈 줄 아느냐 개인의 프라이버시를 들춰내는 기자는 평생의 원수다. 명예훼손죄로 고소할 수도 있지만 참겠다. 언론이 지나치게 법원을 편드는데 신문사도 조심해야 할 것이다"는 등의 발언을 했다.

법무부 교정국장 시절 교도시설을 개선하고 교정 대상 제도를 신설하는 등 교정직 공무원의 사기를 높이기 위해 노력했다는 평가를 받았으며 5공화국에서 대통령 사정수석을 역임한 4명의 인사 중에 유일한 검찰 출신이었다. 법제처장으로 재임하다 1991년 7월 16일에 한국통신 이사장에 취임하면서 공직에서 물러났다.
공직에서 물러난 이후 미국 조지타운대학 국제법률연구소 객원연구원으로 1년간 세계통상구조실태를 조사 연구하다가 1990년초에 귀국한 김종건은 변호사 활동을 하면서 32명의 전문가로 구성되어 기업경영전략이나 해외투자진출 외국인 국내투자 국제통상 관련 업무 등 국제경제활동을 법률적으로 뒷받침할 목적으로 국제법률경제연구원을 창립해 국제통상과 관련하여 법률자문을 했다. 1990년 11월 23일에 이리 시민회관에서 열린 전북4H동지회 총회에서 명예회장으로 선출되면서 〈오늘의 농촌 청년상〉을 주제로 강연했다.
국제법률경제연구원 첫번째 사업으로 1991년 2월에 〈한미 통상마찰 해소를 위한 법률제도 개선 방안〉을 주제로 미국 조지타운대 국제법률연구소와 공동 세미나를 개최하였으며빌 클린턴 미국 대통령 취임준비위원회의 초청을 받아 1993년 1월 19일 열린 취임 축하 공식 만찬에 참석했다.
톰 브래들리 로스앤젤레스시 시장이 방한한 1992년 10월 19일에 〈한국-LA간 통상서비스 협력을 위한 상호 보완적 역할〉이라는 주제로 간담회를 하면서 LA시장으로부터 "한국교포가 가장 많은 LA는 앞으로 한국과의 우의를 더욱 돈독지 유지하도록 노력하겠다"며 한국 교민을 위한 투자보장센터 설립 약속을 받았다.
1992년 7월 25일에 한국4H연맹 전북지부 회원대회에서 〈2천년대의 농어촌 발전 방향〉이라는 주제로 특별강연을 했다.
국경과 민족, 종교, 문화 등을 초월해 서로 다른 나라 사람들이 가정유숙을 함께 하며 상호 이해 증진과 세계평화에 기여한다는 취지로 1977년 지미 카터의 제창으로 발족된 우정의 사절단의 한국중앙연합회 제6대 총재에 선출된 김종건은 "그동안 미국, 일본 등 60여개국을 중심으로 운영되던 우정의 사절단 활동을 북한을 포함한 110여개국으로 확대해 민간외교의 첨병 역할을 하겠습니다"고 말했다.

1989년 12월 14일에 전라북도 애향본부가 선정한 1989년 전북애향대상을 수상하였던 김종건은 1992년 청조근정훈장, 2004년 청소년 선도와 국제교류 사업에 이바지한 공로를 인정받아 국민훈장 동백장을 받았다. 2005년에 한-중미 카리브 경제인협회 회장으로 한국이 미주개발은행(IDB)에 가입하는데 크게 기여해 반기문 당시 외교통상부 장관으로부터 표창을 받았다.
2012년 6월 15일 사망했다.

## 학력
- 전주고등학교 졸업
- 육군사관학교 중퇴
- 명지대학교 행정학 학사

## 경력
- 1963년 광주지방검찰청 검사
- 대전지방검찰청 검사
- 전주지방검찰청 검사
- 춘천지방검찰청 부장검사
- 대전지방검찰청 부장검사
- 서울지방검찰청 형사3부 부장검사
- 1981년 4월 27일~1981년 12월 16일 제6대 서울지방검찰청 북부지청 지청장
- 1971년 익산군 4H연맹 창립 초대 회장
- 1981년 12월~1983년 7월 31일 법무부 교정국장
- 1983년 8월 1일~1985년 3월 4일 제6대 수원지방검찰청 검사장
- 1985년 2월 28일~1985년 10월 18일 제27대 법무부 차관
- 1985년 10월~1986년 1월 8일 사회정화위원회 위원장
- 1986년 1월 9일 대통령 사정수석비서관
- 전북보이스카우트육성회 명예회장
- 1987년 5월 26일~1988년 2월 24일 제11대 법제처장
- 1990년 국제법률경제연구원 회장(국제통상  법률자문)
- 1990년 11월 23일~전북4H동지회 명예회장
- 1991년 7월 16일 한국통신 이사장
- 1993년 한국유스호스텔연맹총재
- 1993년 7월 20일 민주자유당 익산 지구당 위원장
- 우리 농축산물 사주기 운동 추진회 회장
- 1997년 우정의 사절단 한국중앙연합회 제6대 총재
- 2002년 사단법인 한-중미 카리브경제인연합회 회장
- 한·중 경제인연합회 회장
- 한·중·미·카브리 경제인협회장
- 국제법률경제연구원을 창립

## 수상
- 1989년 전북애향대상
- 1992년 청조근정훈장
- 2004년 국민훈장 동백장
- 2005년 외교통상부 장관 표창

## 가족 관계
- 배우자: 공애련 (1939년 ~ 2024년 4월 10일)
  - 아들: 김정태, 김헌태, 김지태